# Forstschlepper

Lombard Steam Log Hauler (um 1907)

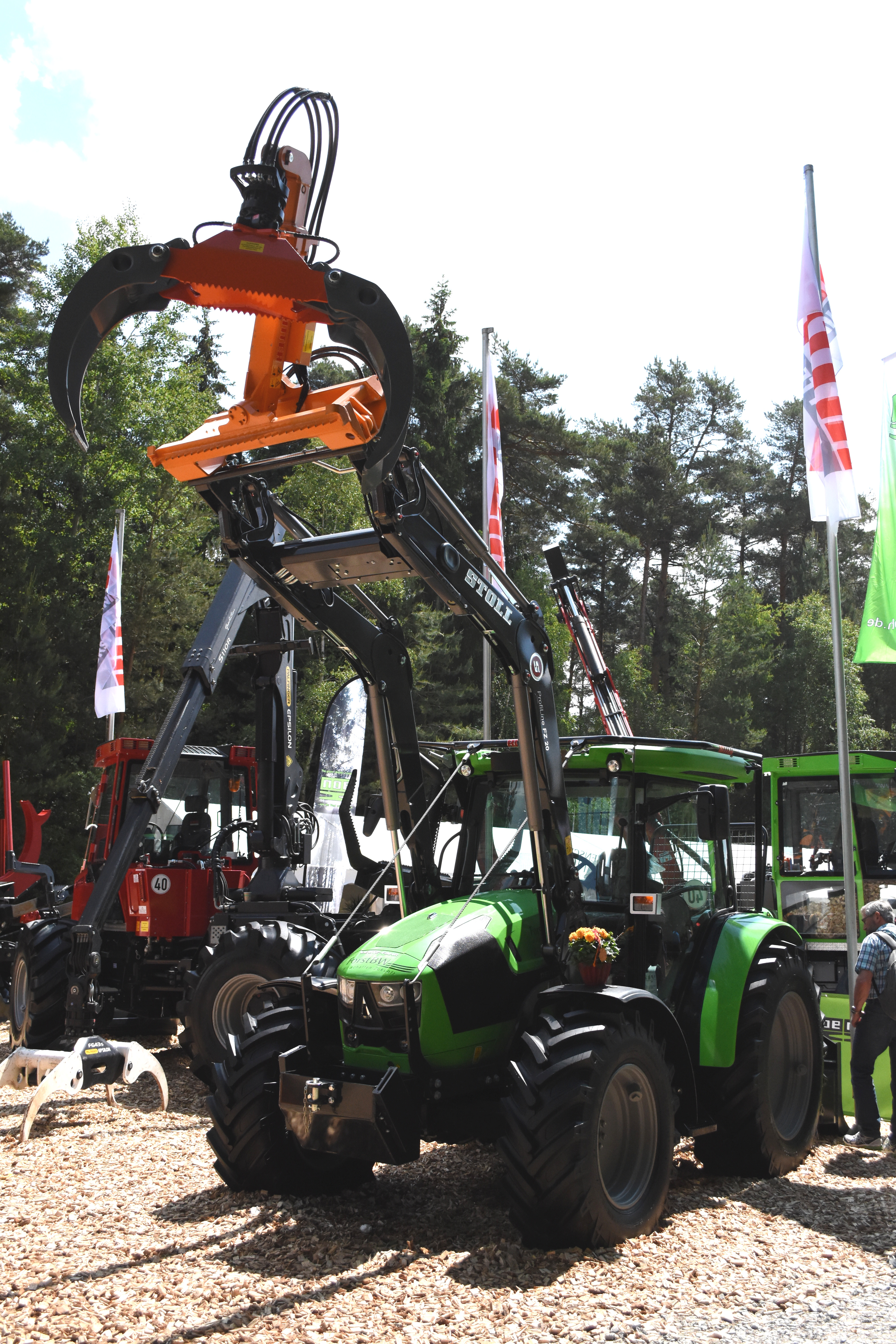
Forstschlepper mit Kran und Greiferzangen

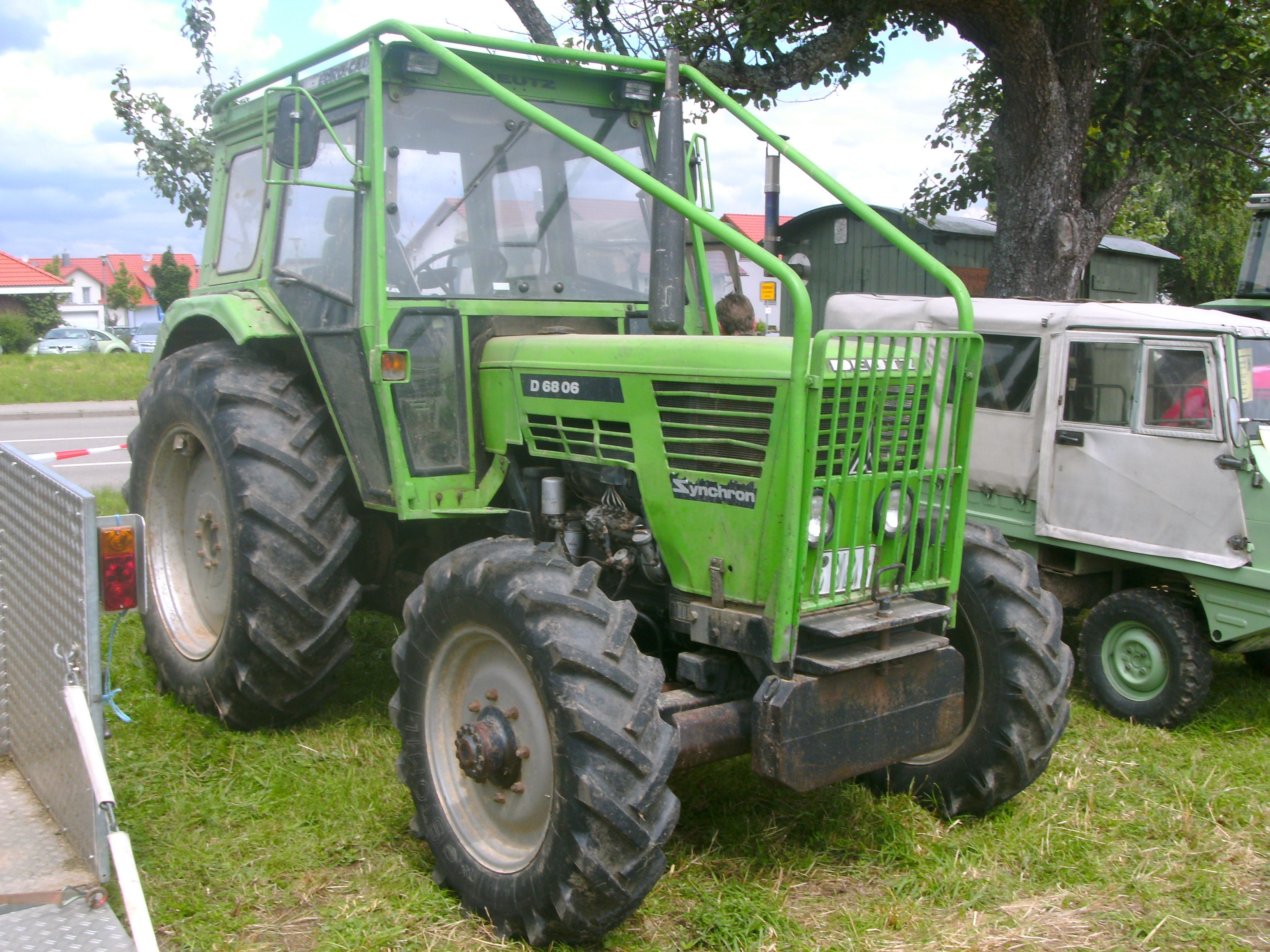
Deutz-Traktor mit einfachem „Forstverbau“ (Schutzausrüstung für den Forsteinsatz)

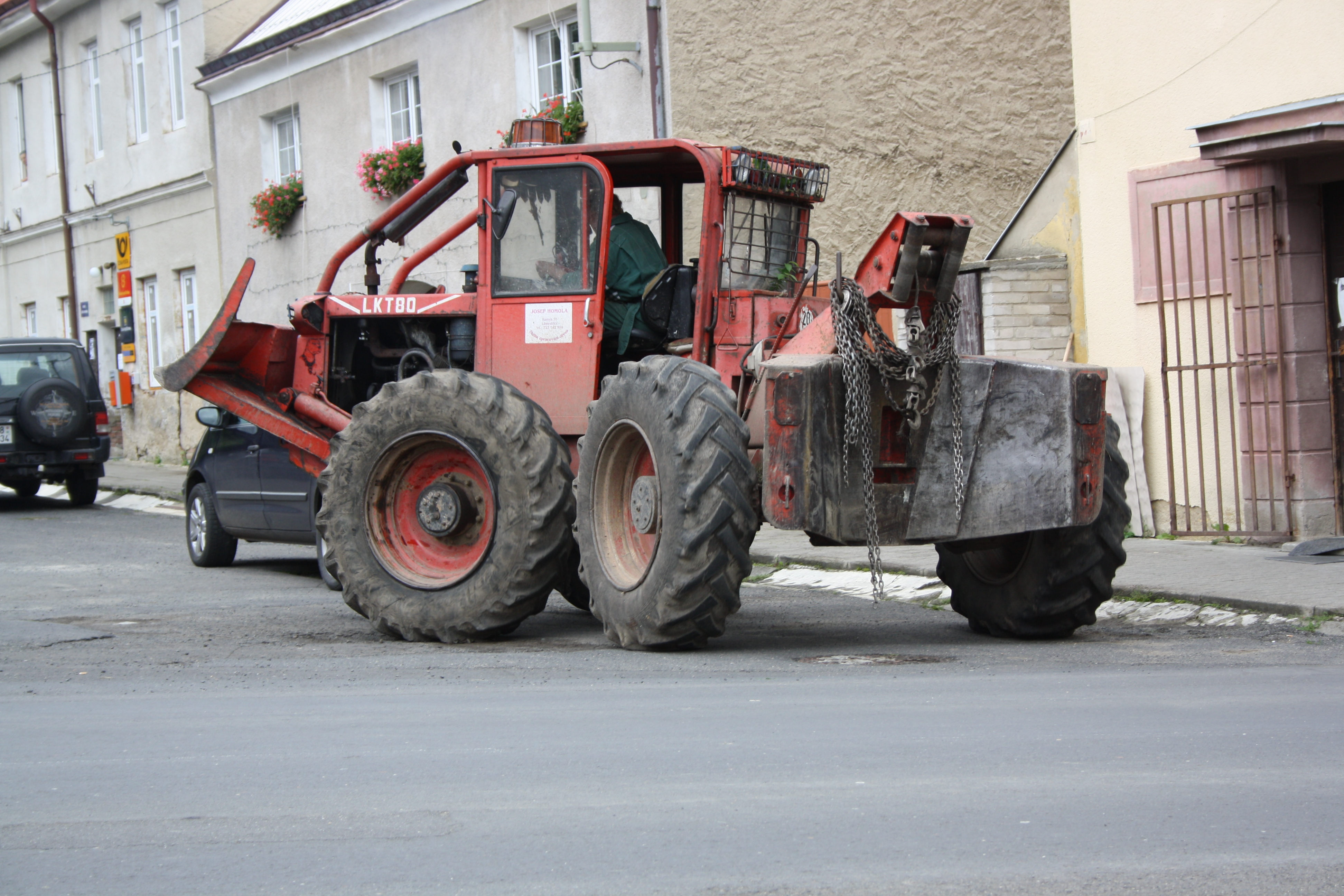
Forstspezialschlepper (Skidder) LKT Typ 80 mit Knicklenkung, Seilwinde und Polterschild

Ein Forstschlepper oder Forsttraktor ist ein für den forstwirtschaftlichen Einsatz aus- bzw. umgerüsteter landwirtschaftlicher Traktor. Ein Forstspezialschlepper oder häufig auch als Skidder (Klemmbankschlepper) bezeichnet, ist eine eigenständige Forstmaschine für die Forstwirtschaft und ausschließlich oder vorwiegend für Rückearbeiten im Wald konzipiert. Der uralte Lombard Steam Log Hauler gilt als das erste kommerziell erfolgreiche Kettenfahrzeug der Welt. Es wurde speziell zum Holzrücken konstruiert.
Insoweit sind zum einen die spezifischen Einrichtungen für die Forstarbeit, wie beispielsweise Seilwinde, Polterschild (Rückeschild), Rückekran, Greifer oder Frontlader mit hydraulischer Oberzange zu nennen. Zum anderen sind diverse Einrichtungen zum Schutz des Schleppers und des Schlepperfahrers wie Kühlerschutz, Unterbodenschutz oder stichfeste Forstreifen anzuführen. Spezielle Forstschlepper weichen in der Regel (konstruktiv) von handelsüblichen landwirtschaftlichen Traktoren ab. Der Übergang zum Forstspezialschlepper und selbst zum Forwarder ist fließend. Es finden als Forstschlepper gleichwohl aber auch normale Traktoren aus der Landwirtschaft Verwendung, welche mit entsprechenden Reifen, Zusatzaggregaten, Schutzausstattungen (Überrollschutz) usw. aufgerüstet sind.

## Ähnliche Fahrzeuge
- Forwarder
- Skidder (Rücketraktor, Rückeschlepper; entweder als Zangen- oder Seilschlepper)